# Sailor Moon Sailor Stars
Sailor Moon Sailor Stars (jap. 美少女戦士セーラームーン セーラースターズ Bishôjo senshi Sêrâ Mûn Sêrâ Stâsu) – piąta i ostatnia seria Sailor Moon. Składa się z 34 odcinków (167-200), która została podzielona na dwie części. Anime zostało stworzone na podstawie mangi Naoko Takeuchi. Zostało wyemitowane w 1996 roku.
W 1997 roku, w 19. Anime Grand Prix, organizowanym przez magazyn Animage, piąta seria Czarodziejki zajęła piąte miejsce w kategorii: najlepsze anime.

## Fabuła
Pierwsza część jest dokończeniem historii przedstawionej w serii SuperS. Nehelenia, Królowa Zła powraca by zemścić się na Wojowniczkach. Zsyła na Ziemię tysiące odłamków lustra, a jeden z nich wpada do oka Mamoru. Staje się on wówczas niewolnikiem Neheleni, która porywa go do swojej krainy. Czarodziejki wyruszają w pogoń za Nehelenią, jednak wszystkie dziewczęta po kolei zostają uwięzione w lustrach. Uczucie Usagi łamie zaklęcie, uwalniając swe towarzyszki z więzienia, a Nehelenia powraca do swojego królestwa jako mała dziewczynka.
Druga część zaczyna się kiedy Mamoru wyjeżdża do USA dostając stypendium za swoją pracę dyplomową. Po tych zdarzeniach pojawiają się nowi wrogowie oraz trzy nowe Gwiezdne Czarodziejki:
- Sailor Star Fighter – Gwiezdna Czarodziejka Walki
- Sailor Star Healer – Gwiezdna Czarodziejka Ocalenia
- Sailor Star Maker – Gwiezdna Czarodziejka Swobody

Ukrywają się na co dzień pod postaciami trójki chłopców: Yaten Kō (Gwiezdna Czarodziejka Uzdrowienia), Taiki Kō (Gwiezdna Czarodziejka Tworzenia) i Seiya Kō (Gwiezdna Czarodziejka Walki). Tworzą oni zespół Three Lights i poprzez swoje piosenki poszukują księżniczki Kakyū. Główną antagonistką serii jest Galaxia, najpotężniejsza czarodziejka z kosmosie, która wraz z drużyną swoich pomocnic, odbiera Ziemianom gwiezdne ziarna.

## Postacie

### Sailor Stars

#### Gwiezdna Czarodziejka Walki
Gwiezdna Czarodziejka Walki (jap. セーラースターファイター Sērā Sutā Faitā; Sailor Star Fighter) – jedna z trzech Sailor Stars. Jej prawdziwe imię to Kou Seiya (jap. 星矢 光 Seiya Kō), co można tłumaczyć także jako "Światło Gwieździstej Nocy". W mandze po raz pierwszy pojawia się w 43 akcie, w 16 tomie, natomiast w anime – w odcinku 173. Razem z dwoma przyjaciółmi: Yatenem i Taikim, założył zespół Three Lights którego jest wokalistą. Pomimo wielu spotkań z Sailor Moon i Usagi, nie ma pojęcia o prawdziwej tożsamości dziewczyny – dopiero w odcinku 188. czarodziejki poznają swoje prawdziwe oblicza. W mandze, wspólnie z Taikim, zabił (jako Sailor Senshi) członkinię Animamates – Sailor Aluminum Siren. Następnie został uśmiercony przez Sailor Phi oraz Sailor Chi, tuż przed finałową walką z Galaxią.

#### Gwiezdna Czarodziejka Ocalenia
Gwiezdna Czarodziejka Ocalenia (jap. セーラースターメイカー Sērā Sutā Meikā; Sailor Star Maker) – jedna z trzech Sailor Stars. Jej prawdziwe imię to Kou Taiki (jap. 大気 光 Taiki Kō). W mandze po raz pierwszy pojawia się w 43 akcie, w 16 tomie, natomiast w anime – w odcinku 173. Taiki Kō wraz ze swoimi towarzyszami Yatenem (Gwiezdną Czarodziejką Swobody) i Seiyą (Gwiezdną Czarodziejką Walki) stworzyła grupę Three Lights (Trzy Gwiazdy), która poszukuje Księżniczki Kakyū. W mandze, wspólnie z Seiyą, zabił (jako Sailor Senshi) członkinię Animamates – Sailor Aluminum Siren.

#### Gwiezdna Czarodziejka Swobody
Gwiezdna Czarodziejka Swobody (jap. セーラースターヒーラー Sērā Sutā Hīrā; Sailor Star Healer) – jedna z trzech Sailor Stars. Jej prawdziwe imię to Kou Yaten (jap. 夜天 光 Yaten Kō).  W mandze po raz pierwszy pojawia się w 43 akcie, w 16 tomie, natomiast w anime – w odcinku 173. Yaten Kō wraz ze swoimi towarzyszami Taikim (Gwiezdną Czarodziejką Ocalenia) i Seiyą (Gwiezdną Czarodziejka Walki) stworzyła grupę Three Lights (Trzy Gwiazdy), która poszukuje Księżniczki Kakyū. W mandze, zabił (jako Sailor Senshi) członkinię Animamates – Sailor Iron Mouse.
W anime, podczas ostatecznej bitwy z Galaxią, Sailor Stars jako jedyne, prócz Sailor Moon, pozostają przy życiu i pomagają jej walczyć. Po pokonaniu Galaxii, wraz z odrodzoną Księżniczką Kakyū, powracają na swoją ojczystą planetę.

### ChibiChibi
ChibiChibi (jap. ちびちび ChibiChibi) – mała dziewczynka, która pojawia się po raz pierwszy w 182 odcinku anime i 44 akcie mangi. Zamieszkuje ona w domu razem z Usagi, a wszyscy z otoczenia głównej bohaterki uważają ją za starszą siostrę dziewczynki. Po ujawnieniu się Księżniczki Kakyū, okazuje się, że ChibiChibi jest także czarodziejką – Sailor Chibi Chibi Moon (jap. セーラーちびちびムーン Sērā Chibi Chibi Mūn), dzięki której Sailor Moon zyskała nową moc. Ostatecznie okazało się, że ChibiChibi jest w rzeczywistości szukanym Promykiem Nadziei, a jednocześnie Gwiezdnym Ziarnem Galaxii, głównej antagonistki serii. Zachodzi tu różnica w porównaniu z mangą, gdzie ChibiChibi była ostateczną formą Czarodziejki z Księżyca – Sailor Cosmos (jap. セーラーコスモス Sērā Kosumosu).

### Księżniczka planety Pachnących Oliwek
Księżniczka planety Pachnących Oliwek (jap. 火球皇女 Kakyū Kōjo; Księżniczka Kakyū) – księżniczka, która po raz pierwszy pojawiła się w 193 odcinku anime i 44 akcie mangi. Pochodzi ona z planty Kinmoku i po jej zniszczeniu przybyła na Ziemię, by odnaleźć Promyk Nadziei. Podczas swojej ostatniej walki, na rodzinnej planecie, została ranna i przebywając na Ziemi schroniła się w imbryczku, należącym do ChibiChibi. W anime, po pokonaniu Galaxii i powrocie odzyskaniu wszystkich Gwiezdnych Ziaren, Księżniczka powraca wraz z Trzema Gwiazdami na rodzinną planetę, natomiast w mandze Księżniczka ginie. W mandze miała także możliwość zmienić się w Sailor Kakyū (jap. セーラー火球 Sērā Kakyū).

### Galaktyka Cieni
- Chaos (jap. カオス Kaosu) – jest odpowiedzialny za wszystkie złe rzeczy na świecie i w całej galaktyce. Chce posiąść na własność cały świat oraz ludzi z czystymi sercami. Dawno temu Galaxia walczyła z Chaosem, jednak aby go pokonać musiała uwięzić go w swoim własnym ciele[10]. Chaos był zbyt silny i zaczął przejmować kontrolę nad ciałem i umysłem Galaxii[11]. Alternatywnymi formami Chaosu były także królowa Metalia, Pharaoh 90 i Nehelenia[17].

- Sailor Galaxia (jap. セーラーギャラクシア Sērā Gyarakushia) – była najpotężniejsza wojowniczka we wszechświecie. Jest odpowiedzialna za przebudzenie królowej Nehelenii, a także Sailor Saturn[18]. Zanim została opętana przez Chaos, wysłała swoje gwiezdne ziarno (Promyk Nadziei) w kosmos wierząc, że znajdzie on gdzieś bezpieczne miejsce[10]. Galaxia wędrowała z planety na planetę, plądrując je, niszcząc i kolekcjonując gwiezdne ziarna. Znajdowała również na swojej drodze sojuszników – Animamates. Zabierała im Gwiezdne Ziarna, jednak w zamian dawała bransolety, bez których nie mogły żyć. Ostatecznie, ginąc, pozbywa się z siebie Chaosu pod wpływem Eternal Sailor Moon[14].

- Cynowa Kotka (jap. セーラー・ティン・にゃんこ Sērā Tin Nyanko; Sailor Tin Nyanko) – jedna z wojowniczek Galaxii – Animamates. Po śmierci Sailor Aluminum Siren zostaje partnerką Lead Crow[19]. Na Ziemi używa imienia Suzu Nyanko[20]. Wkrótce potem, by zdobyć prawdziwe gwiezdne ziarno, zabija Lead Crow, wpychając ją do czarnej dziury[7]. Sama zostaje w połowie uzdrowiona przez Eternal Sailor Moon, w wyniku czego jedna część jej podświadomości każe jej walczyć przeciwko Sailor Senshi, lecz druga połowa, każe jej tego zaprzestać. W końcu Galaxia zabiera jej ostatnią bransoletę i Tin Nyanko ginie[21].

- Ołowiana Wrona (jap. セーラー・レッド・クロウ Sērā Reddo Kurō; Sailor Lead Crow) – jedna z wojowniczek Galaxii – Animamates; teoretycznie jest rywalką Aluminum Siren, lecz tak naprawdę przyjaźni się z nią[7]. Jest bardziej poważna od niej, dlatego stoi wyżej w hierarchii od swojej partnerki. Lead Crow ma wiśniowe włosy i ciemna skórę. Na Ziemi ukrywa się pod pseudonimem Karasuma Akane[12]. Po tym jak ginie Aluminum Siren, jej nową partnerką jest Tin Nyanko, jednak Lead Crow nie udaje się z nią współpracować. W 193. odcinku dowiaduje się, prawdziwej tożsamości Sailor Senshi. Jak jej poprzedniczki, nikomu o tym nie mówi, gdyż Tin Nyanko zabija ją, wpychając do czarnej dziury[15]. W mandze jest przedstawiona zgoła inaczej – po raz pierwszy jest ukazana, gdy atakuje kruki Rei i po walce z Sailor Mars i Sailor Venus, zostaje pokonana przez Sailor Moon[20].

- Aluminiowa Syrena (jap. セーラー・アルーミナム・セイレーン Sērā Arūminamu Seirēn; Sailor Aluminum Siren) – jedna z wojowniczek Galaxii – Animamates; zajmuje miejsce Iron Mouse[12]. Ma niebieskie długie włosy oraz niebieskie oczy, a swoim wyglądem przypomina syrenę. Przyjaźni się z Lead Crow. Jej tożsamość pod którą się ukrywa na Ziemi to Aya Reiko. Aluminum Siren jest mało rozgarnięta, przez co stanowi utrapienie dla Lead Crow. Udaje jej się odkryć prawdziwą tożsamość wojowniczek. Zostaje zabita przez Galaxię w 188. odcinku[6]. W mandze zginęła z rąk Sailor Star Fighter i Sailor Star Maker, po uprzednim zaatakowaniu Ami Mizuno i Makoto Kino[7].

- Żelazna Mysz (jap. セーラー・アイアン・マウス Sērā Aian Mausu; Sailor Iron Mouse) – jedna z wojowniczek Galaxii – Animamates. Z charakteru jest raczej dziecinna i niedojrzała. Przedstawia się na Ziemi jako Nezu Chuuko, producentka Telewizji Galaxia[5]. Jej zadaniem jest szukanie prawdziwego Gwiezdnego Ziarna. Odkrywa tożsamość Sailor Star Fighter, jednak w 181. odcinku zostaje zabita przez Galaxię za porażki, które nieustannie ponosiła i nikomu nie wyjawia tej tajemnicy[22]. W mandze zginęła z rąk Sailor Star Healer[4].

- Sailor Heavy Metal Papillon (jap. セーラー・ヘビーメタル・パ ピヨン Sērā Hebīmetaru Papiyon) – ostatnia z Animamates, występuje tylko w mandze[16]. Podczas walki z Czarodziejką z Księżyca, z Ziemi przybywa Sailor Chibi Moon oraz Kwartet Amazonek, które zabijają Sailor Heavy Metal Papillon[16].

- Sailor Chi (jap. セーラーＸ Sērā Kai) – jedna z najsilniejszych i najlojalniejszych wojowniczek Galaxii; występuje tylko w mandze[8]. Wraz z Sailor Phi zabiły swoje wcześniejsze partnerki, a także uśmierciły Sailor Starlights[8]. Po śmierci Sailor Phi, Chi zabiła Księżniczkę Kakyū; sama zginęła z rąk Sailor Moon[7].

- Sailor Phi (jap. セーラーΦ Sērā Fai) – jedna z najsilniejszych i najlojalniejszych wojowniczek Galaxii; występuje tylko w mandze[8]. Wraz z Sailor Chi zabiły swoje wcześniejsze partnerki, a także uśmierciły Sailor Starlights[8]. Sama zginęła z rąk Sailor Moon[16].

- Sailor Lethe (jap. セーラー・レテ Sērā Rete) i Sailor Mnemosyne (jap. セーラー・ムネモシュネ Sērā Munemoshune) – wojowniczki Galaxii, występujące tylko w mandze[8]. Są bliźniaczkami. Zostały zabite przez Sailor Phi oraz Sailor Chi[8].

## Dubbing japoński
Lista dubbingowanych postaci:
- Kotono Mitsuishi jako Usagi Tsukino / Sailor Moon
- Kae Araki jako Chibiusa / Sailor Chibi Moon
- Aya Hisakawa jako Ami Mizuno / Sailor Mercury
- Emi Shinohara jako Makoto Kino / Sailor Jupiter
- Michie Tomizawa jako Rei Hino / Sailor Mars
- Rika Fukami jako Minako Aino / Sailor Venus
- Masako Katsuki jako Michiru Kaiō / Sailor Neptune
- Megumi Ogata jako Haruka Tenō / Sailor Uranus
- Chiyoko Kawashima jako Setsuna Meiō / Sailor Pluto
- Tôru Furuya jako Mamoru Chiba / Tuxedo Kamen
- Shiho Niiyama jako Seiya Kō / Sailor Star Fighter
- Chika Sakamoto jako Yaten Kō / Sailor Star Healer
- Narumi Tsunoda jako Taiki Kō / Sailor Star Maker
- Mitsuko Horie jako Sailor Galaxia
- Eriko Hara jako Chuuko Nezu / Sailor Iron Mouse
- Kikuko Inoue jako Reiko Aya  / Sailor Aluminum Siren
- Chiharu Suzuka jako Akane Karasuma  / Sailor Lead Crow
- Ikue Ōtani jako Suzu Nyanko / Sailor Tin Nyanko

## Ścieżka dźwiękowa
- Sailor Star Song
- Kaze Mo, Sora Mo, Kitto ("The Sky, The Wind, Surely")
- Moonlight Densetsu
- Nagareboshi e ("To the Shooting Stars")
- Todokanu Omoi ("My Friend's Love")